# Agbélouvé
Agbélouvé est un canton de la commune Zio 3 dans la préfecture du Zio au Togo. Son village principal Agbélouvé est le chef-lieu de cette commune,. Le chef canton est Togbui Kodégou Alaga.
Sa population est de 14 661 habitants en 1985. Lors du cinquième recensement de la population et l'habitat au Togo en 2022, le canton compte 50 219 habitants dont 24 520 hommes et 25 699 femmes.